# Мурог, Игорь Александрович
Игорь Александрович Мурог (род. 12 августа 1965, Ряжск, Рязанская область) — российский военный, государственный и политический деятель. Сенатор Российской Федерации (с 2024). Вошёл в Комитет Совета Федерации по Регламенту и организации парламентской деятельности. С 3 июля 2024 года переведён в Комитет Совета Федерации по науке, образованию и культуре.
Исполняющий обязанности ректора Рязанского государственного университета имени С. А. Есенина с 30 ноября 2022 года. Депутат Рязанской областной Думы VI и VII созывов, в прошлом заместитель губернатора и заместитель председателя Правительства Челябинской области; начальник Рязанского института Московского государственного машиностроительного университета (МАМИ) с 2015 года.

## Биография
Родился 12 августа 1965 года в Ряжске Рязанской области.

### Преподавательская карьера
Окончил в 1987 году Рязанское высшее военное автомобильное инженерное ордена Красной Звезды училище по специальности «Автомобильная техника» с отличием (квалификация «инженер-механик»), через год защитил диссертацию на соискание учёной степени кандидата технических наук. Также окончил Общевойсковую академию ВС РФ (2004 год, специальность «Управление эксплуатацией вооружения, военной техникой и техническим обеспечением войск»), Российскую академию народного хозяйства и государственной службы при Президенте Российской Федерации (бакалавр по специальности «Государственное и муниципальное управление»). Имеет звание полковника.
Проходил воинскую службу в ВС СССР и ВС Российской Федерации в 1982—2012 годах: служил в высших военных учебных заведениях ряда военных округов в должностях от командира учебного взвода курсантов до руководителя вуза. Был назначен заместителем начальника Уссурийского автомобильного училища, после его ликвидации 1 декабря 2007 года назначен заместителем начальника Челябинского высшего военного автомобильного училища. Пост начальника Челябинского высшего военного автомобильного училища занимал в 2008—2010 годах; в 2011 году возглавлял Новосибирское высшее военное командное училище. Доктор технических наук, профессор, член общественной Академии военных наук и Международной академии наук экологии и безопасности жизнедеятельности (МАНЭБ). С 2015 года — директор Рязанского института (филиала) Московского государственного машиностроительного университета. Автор двух монографий и более 70 научных и учебно-методических трудов. Мастер спорта по гиревому спорту.

### Политическая карьера
16 апреля 2012 года был назначен заместителем губернатора (вице-губернатором) Челябинской области: ему доверили курировать деятельность Министерства радиационной экологической безопасности, Главного управления по взаимодействию с правоохранительными и военными органами, а также государственных комитетов по обеспечению деятельности мировых судей и по мобилизационной работе. В мае 2013 года был назначен на пост вице-премьера Челябинской области, позже занимал должность советника при ректорате Южно-Уральского государственного университета. 31 октября 2014 года покинул пост вице-премьера
Избирался в Рязанскую областную думу VI созыва в 2015 году по одномандатному избирательному округу № 11 от партии «Единая Россия». В сентябре 2020 года переизбран в Думу VII созыва по одномандатному избирательному округу № 12 (выдвинут рязанским региональным отделением «Единой России»). Занимает пост председателя Комитета по регламенту, мандатным вопросам и депутатской этике, входит в состав Комитета по социальным вопросам.
2 апреля 2024 года депутаты Рязанской областной думы наделили Мурога полномочиями сенатора, представителя законодательной власти региона в Совете Федерации (эта должность оставалась вакантной после отставки в 2022 году Игоря Морозова).

### Иная общественная деятельность
В 2019 году избран президентом Федерации автомобильного и мотоциклетного спорта Рязанской области, сменив Дмитрия Малахова.

## Личная жизнь
Женат, два сына и дочь. Сын Игорь — выпускник Уссурийского суворовского училища и прокурорско-следственного факультета Военного университета МО РФ, в 2014 году работал в военной прокуратуре Новосибирского гарнизона в звании лейтенанта юстиции.
По состоянию на 2019 год Мурог декларировал доход в 2 442 154 руб., недвижимость площадью 317 м² и автомобиль.

## Награды
- Орден Почёта (2009)[1][2]
- 24 медали РФ[2]
- Почётный работник высшего профессионального образования Российской Федерации (2009)[1][2]
- Почётная грамота Губернатора Рязанской области (2015)[1]
- Памятный знак Губернатора Рязанской области «Благодарность от Земли Рязанской» (2020)[1]
- Почётная грамота Рязанской областной Думы (2020)[1]
- Медаль ВОИР «За заслуги в изобретательстве и рационализаторстве» (2020)[14]